# Crêches-sur-Saône
Crêches-sur-Saône ist eine französische Gemeinde mit 3.179 Einwohnern (Stand: 1. Januar 2022) im Département Saône-et-Loire in der Region Bourgogne-Franche-Comté. Die Gemeinde gehört zum Arrondissement Mâcon und zum Kanton La Chapelle-de-Guinchay.

## Geografie
Crêches-sur-Saône liegt in der Landschaft Beaujolais, im Weinbaugebiet Bourgogne; hier wird aus den Trauben vor allem der Crémant de Bourgogne, der Bourgogne Aligoté, der Bourgogne Passetoutgrain und der Bourgogne Grand Ordinaire produziert. Die Saône begrenzt die Gemeinde im Osten.
Umgeben wird Crêches-sur-Saône von den Nachbargemeinden Chaintré im Norden und Nordwesten, Varennes-lès-Mâcon im Nordosten, Comoranche-sur-Saône im Osten, Garnerans im Südosten, La Chapelle-de-Guinchay im Süden sowie Chânes im Westen.
Der Bahnhof von Crêches-sur-Saône liegt an der Bahnstrecke Paris–Marseille. Durch die Gemeinde führt die Autoroute A6 (ohne Anschlussstelle).

## Bevölkerungsentwicklung
| Jahr      | 1962 | 1968 | 1975 | 1982 | 1990 | 1999 | 2006 | 2012 |
| --------- | ---- | ---- | ---- | ---- | ---- | ---- | ---- | ---- |
| Einwohner | 1254 | 1588 | 2169 | 2345 | 2531 | 2753 | 2825 | 2887 |

## Sehenswürdigkeiten
- Kapelle Saint-Roch

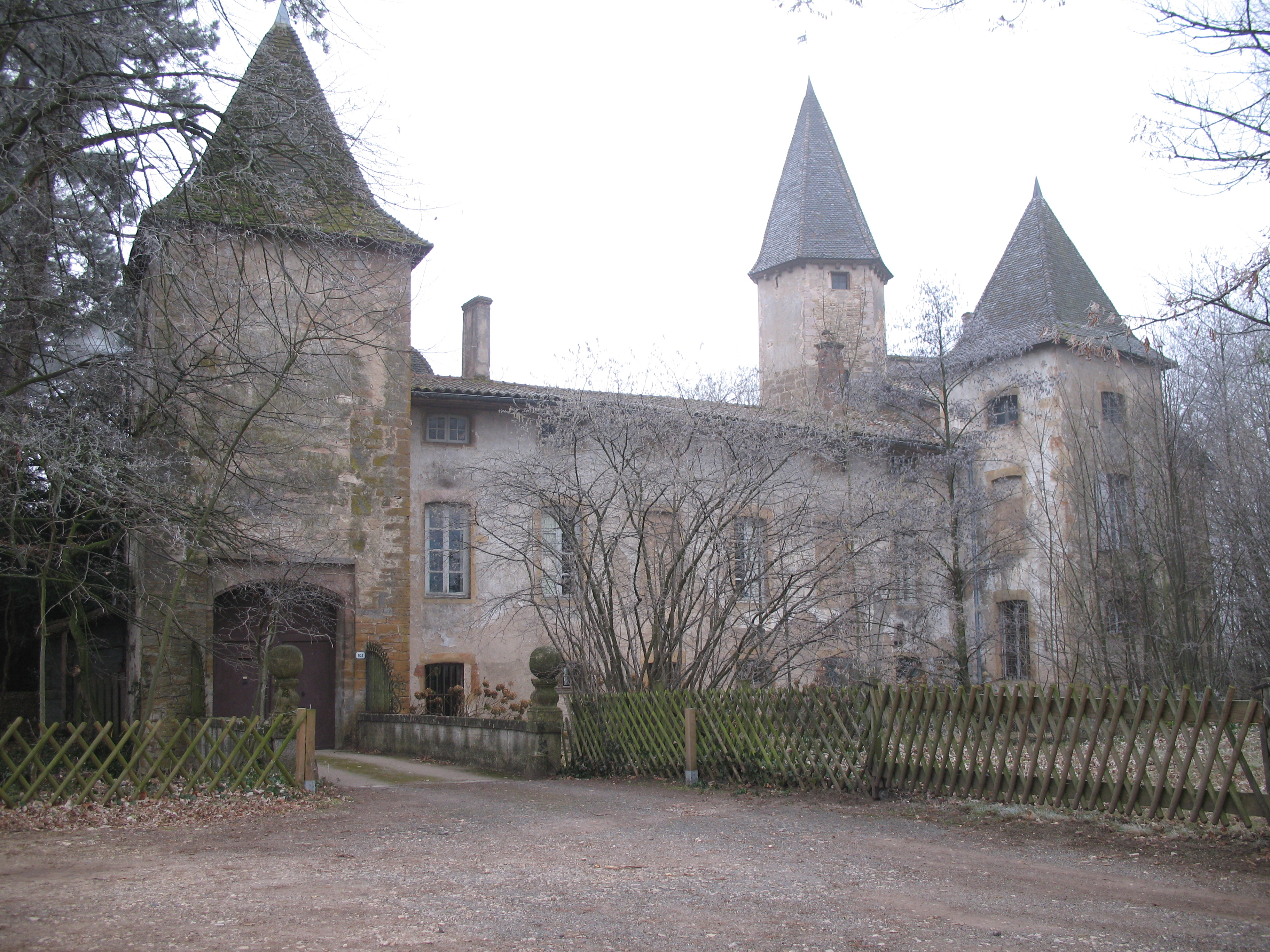
Schloss Estours

- Schloss Estours aus dem 14. Jahrhundert, Monument historique seit 1984
- Schloss Chaintré, erstmals im 12. Jahrhundert erwähnt, mehrfach umgebaut
- Schloss Thoiriat, ab 1779 erbaut